# Guido Mainardi
Guido Mainardi (Papozze, 5 agosto 1939 – Bologna, 25 settembre 2004) è stato un politico italiano.

## Biografia
Nato a Papozze, nella provincia di Rovigo, ma originario di Adria dove risiedeva, era un imprenditore nel settore dei liquori.
Dopo una breve esperienza nella organizzazione giovanile del Partito Liberale Italiano (Gioventù Liberale Italiana), negli ultimi anni della sua vita si era riavvicinato alla politica aderendo a Forza Italia di Silvio Berlusconi. Molto legato al presidente della Regione Veneto Giancarlo Galan, aveva ricoperto in passato anche la carica di presidente dell'Ente Parco Delta del Po.
Alle elezioni politiche del 2001 viene candidato nel collegio elettorale di Rovigo per il Senato della Repubblica, per la Casa delle Libertà in quota forzista, dove viene eletto senatore. Nella XIV legislatura è stato componente della 9ª Commissione Agricoltura e produzione agroalimentare.
Muore da senatore in carica, all'età di 65 anni, il 25 settembre 2004 dopo un mese di ricovero ospedaliero presso l'ospedale di Bologna.